# مژان نوابی
مُژان نوابی (زادهٔ ۳ مه ۱۹۸۰) هنرپیشه فیلم و تلویزیون آمریکایی ایرانی‌تبار است. او به دلیل ایفای نقش در فهرست سیاه و خانهٔ پوشالی شناخته شده‌است.

## زندگی شخصی
مارنو در لس آنجلس به دنیا آمده‌است. پدر و مادر او ایرانی هستند و همدیگر را در کالیفرنیا ملاقات کرده‌اند.
او در سال ۲۰۱۶ از همسر خود که یک آمریکایی بود طلاق گرفت.

## فیلم‌شناسی

### فیلم
| سال  | عنوان                          | نقش                     | یادداشت‌ها |
| ---- | ------------------------------ | ----------------------- | --------- |
| ۲۰۰۷ | جنگ چارلی ویلسون               | مترجم اردوگاه پناهندگان |           |
| ۲۰۰۸ | خائن                           | لیلا                    |           |
| ۲۰۰۹ | سنگسار ثریا م.                 | ثریا منوچهری            | نقش اصلی  |
| ۲۰۱۴ | دختری در شب تنها به خانه می‌رود | اتی                     |           |
| ۲۰۱۹ | زن شگفت‌انگیز: خطوط خون         |                         |           |
| ۲۰۲۱ | آی گیلبرت                      |                         |           |

### تلویزیون
| سال       | عنوان          | نقش          | یادداشت‌ها                       |
| --------- | -------------- | ------------ | ------------------------------- |
| ۲۰۰۶      | یگان           | رئیس پروتکل  | قسمت: "امنیت"                   |
| ۲۰۰۶      | انفجار         | اگناسیا      | قسمت: "پشتیبانی زندگی"          |
| ۲۰۰۷      | کوسه           | ماریا لوتروا | قسمت: "فیلمهای گانگستر"         |
| ۲۰۰۷      | کی-ویل         | جودی مازاتا  | قسمت: "سواری با هم"             |
| ۲۰۰۹      | استخوان‌ها      | آزیتا جباری  | قسمت: "یک شب در موزه استخوان‌ها" |
| ۲۰۰۹      | متوسط          | ریچل         | قسمت: "شیطان درون، بخش ۲"       |
| ۲۰۰۹–۲۰۱۱ | منتالیست       | نیکی ویموف   | ۲ قسمت                          |
| ۲۰۱۰      | د گلدز         | رنه لفلور    | قسمت: "کاسادیگا"                |
| ۲۰۱۰      | آویزان         | سمرا         | قسمت: "خاورمیانه پیچیده‌است"     |
| ۲۰۱۱      | نمایش پل رایزر | زبا          | ۲ قسمت                          |
| ۲۰۱۲      | در معرض دید    | شارلوت       | قسمت: "بره قربانی"              |
| ۲۰۱۲      | رینگر          | مارگاریت     | قسمت: "پی.اس. تو یک احمقی"      |
| ۲۰۱۴–۲۰۱۵ | خانه پوشالی    | آیلا صیاد    | ۱۱ قسمت                         |
| ۲۰۱۴      | خانم وزیر      | رکسانه مجیدی | قسمت: "قسمت آزمایشی"            |
| ۲۰۱۴–۲۰۱۸ | فهرست سیاه     | ثمر نوابی    | ۱۰۳ قسمت                        |
| ۲۰۱۹      | امر            | پِترا         | ۳ قسمت                          |
| ۲۰۲۱      | خدمتکار        | تارا         | ۲ قسمت                          |
| ۲۰۲۲      | پم و تامی      | گیل چواتسکی  |                                 |

### بازی‌های ویدئویی
| سال  | عنوان                    | نقش                  |
| ---- | ------------------------ | -------------------- |
| ۲۰۱۱ | الدر اسکورولز ۵: اسکایرم | مورابل ارواین، نمیرا |
| ۲۰۱۶ | انقلاب ۱۹۷۹: جمعه سیاه   | بی‌بی                 |

## جوایز و نامزدی‌ها
| سال  | انجمن                     | رده                                                                      | کار نامزد شده  | نتیجه    |
| ---- | ------------------------- | ------------------------------------------------------------------------ | -------------- | -------- |
| ۲۰۰۹ | جایزه ستلایت              | جایزه ستلایت برای بهترین بازیگر نقش مکمل زن - فیلم متحرک                 | سنگسار ثریا م. | نامزدشده |
| ۲۰۱۵ | جایزه انجمن بازیگران فیلم | جایزه انجمن بازیگران فیلم برای بهترین اجرای گروه بازیگران در مجموعه درام | خانه پوشالی    | نامزدشده |